# Étienne Fouvry
Étienne Fouvry é um matemático francês.

## Biografia
Étienne Fouvry completou seus estudos na École normale supérieure (turma de 1972), e obteve o seu doutoramento, intitulada de alocação de suites no progressões aritmética, em 1981, na Universidade de Bordeaux, sob a direcção de Jean-Marc Deshouillers e Henryk Iwaniec. Ele é professor na Universidade Paris-Sul, em Orsay.

## Trabalho
Fouvry tem trabalhado na aplicação de métodos analíticos número teoria para a conjectura de Fermat. Com base em seu trabalho, Leonard Adleman, e Roger Heath-Brown mostrou, em 1985, que o primeiro caso do teorema de Fermat é válido para um número infinito de números primos. Estes resultados de Fouvry são também um elemento importante na evidência fornecida pelo Manindra Agrawal, Neeraj Kayal e Nitin Saxena do primeiro teste polinomial de primalidade.
Com Iwaniec, ele provou alguns teoremas sobre números primos em progressões aritmética, que vão além do teorema de Bombieri-Vinogradov, com aplicações para o aumento do número de números primos gêmeos. Eles usaram para fazer isso aumenta, em média, somas de Kloosterman, devido à Deshouillers e Iwaniec.
Fouvry também trabalhou em teoria dos números, álgebra e de algoritmos, por exemplo, a heurística de Cohen-Lenstra.

## Livros
- Cinquenta anos de analítico da teoria dos números - Um ponto de vista entre outros: métodos de tela. In : Jean-Paul Pier (editor), Desenvolvimento da Matemática, 1950-2000. Birkhäuser 2000
- No primeiro caso do teorema de Fermat. Seminário de Teoria dos números Bordeaux (1984), leia online.